# Aproximación

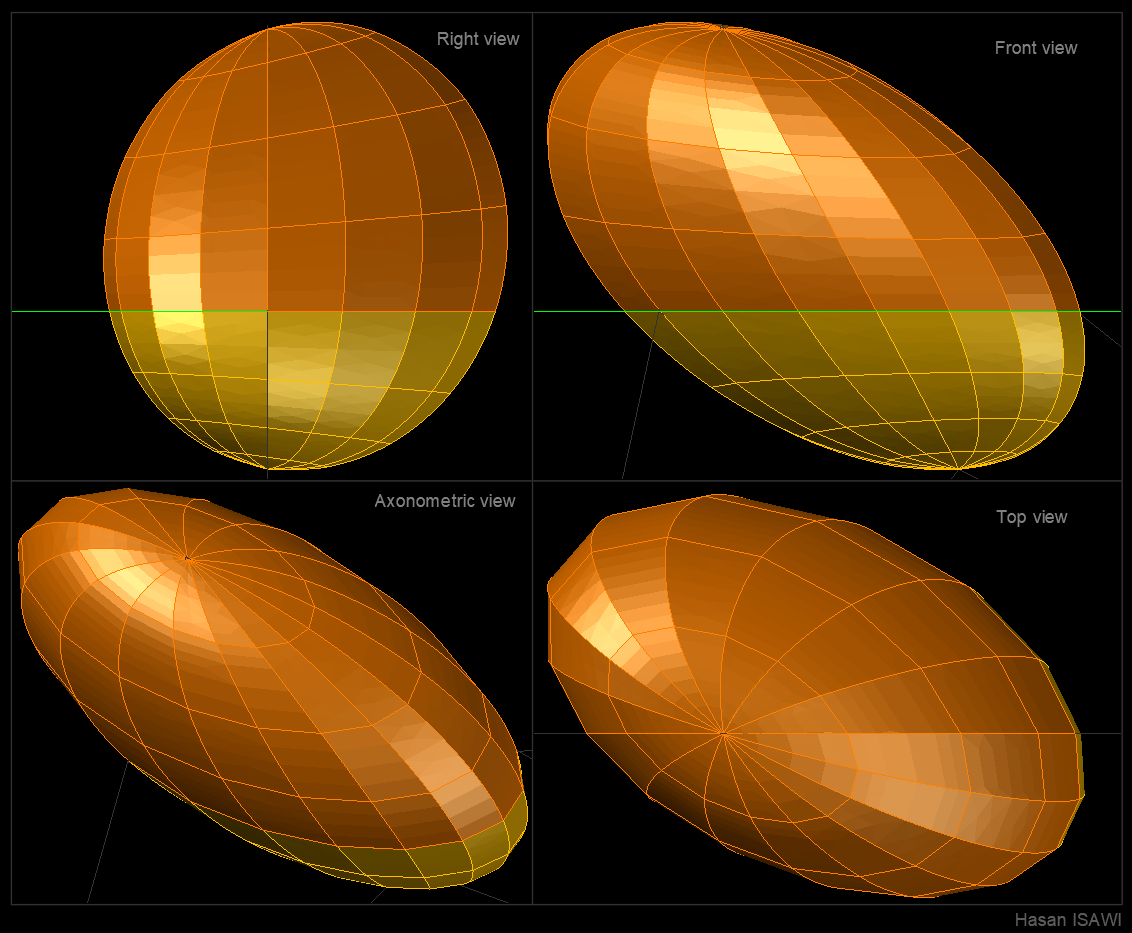
Aproximación de un elipsoide mediante figuras poligonales.

La aproximación es una representación inexacta que, sin embargo, es suficientemente fiel como para ser útil. Esta aproximación nunca es utilizada en ciencias exactas a grado profesional debido a la pérdida de información.
Aunque en matemáticas la aproximación típicamente se aplica a números, también puede aplicarse a objetos tales como las funciones matemáticas, figuras geométricas o leyes físicas.

## Introducción
En casos de información incompleta, que impide el uso de representaciones exactas, pueden usarse aproximaciones. Por otra parte existen problemas que son demasiado complejos para resolverse analíticamente, o bien imposibles de resolver con las herramientas disponibles. En estos casos, una aproximación puede arrojar una solución suficientemente exacta, reduciendo significativamente la complejidad del problema y el costo de su solución.
Por ejemplo, los físicos muchas veces aproximan la forma de la Tierra como esfera aunque son posibles representaciones más exactas (geoide), porque muchos fenómenos físicos —p.ej.  la gravedad— son mucho más fáciles de calcular para una esfera que para cuerpos de otras formas menos regulares.
La aproximación puede efectuarse en pasos sucesivos. Por ejemplo, es difícil analizar exactamente el movimiento de varios planetas en órbita alrededor de una estrella (Problema de los tres cuerpos), a causa de las interacciones gravitacionales entre ellos, por lo que se efectúa una solución aproximada realizando iteraciones. Durante la primera interacción, se ignoran las interacciones gravitacionales entre los planetas y la estrella se supone fija. Si se requiere una solución más precisa, se realiza otra interacción, usando las posiciones y velocidades de los planetas que se obtuvieron en la primera iteración, pero agregando una interacción gravitacional de primer orden entre los cuerpos. Este proceso puede repetirse hasta obtener una solución suficientemente precisa.
El tipo de aproximación a emplear depende de la información disponible, del grado de exactitud requerido, de la sensibilidad del problema a estos datos y del ahorro (usualmente de tiempo y de esfuerzo) que permite lograr.

## La aproximación en la ciencia
El método científico se lleva a cabo en medio de una constante interacción entre las leyes científicas (teoría) y las mediciones empíricas, que se comparan entre sí en forma permanente.
La aproximación también se refiere a simplificar este proceso, facilitando la realización de predicciones. Las posturas más comunes de filosofía de la ciencia aceptan que las mediciones empíricas constituyen siempre aproximaciones — no representan de manera perfecta lo que está siendo medido. La historia de la ciencia indica que las leyes científicas que se consideraron verdaderas en algún momento de la historia son solo aproximaciones de algún conjunto de leyes más profundas. Por ejemplo, el intento de resolver un modelo exclusivamente sobre la base de leyes físicas anticuadas incorpora una fuente de error inherente, que debería encararse aproximando los efectos cuánticos no reflejados en esas leyes.
Cada vez que se propone un conjunto nuevo de leyes, se requiere que en las situaciones límite, en las que las leyes más antiguas fueron probadas por medio de experimentos, las leyes nuevas arrojen un resultado casi idéntico a las anteriores, dentro de los marcos del error de medición de los experimentos más antiguos. Este es el principio de correspondencia.

## Matemáticas
≈ 
(formal)

~ 
(informal)

 =~  (texto plano)

Una aproximación usualmente se realiza cuando una forma exacta o un valor numérico exacto es desconocido o difícil de obtener. Sin embargo, puede conocerse alguna forma, que sea capaz de representar a la forma real, de manera que no se presenten desviaciones significativas. También se utiliza cuando un número es irracional, como el número π, en cuyo lugar muchas veces se emplea el 3.14, √7 como ≈ 2.65. Las aproximaciones numéricas a veces son efecto del uso de una cantidad pequeña de dígitos significativos. La teoría de la aproximación es una rama de las matemáticas, una parte cuantitativa del análisis funcional. La aproximación diofántica se dedica a la aproximación de números reales por medio de números racionales. El símbolo doble tilde "≈" (entidad HTML ≈) significa "aproximadamente igual a". La tilde (~) a veces se usa para
el problema general de aproximación que se formula en un espacio vectorial normado, a fin de poder emplear la métrica asociada como medida de calidad de la aproximación.
Sea {\displaystyle (V,\|.\|)} un espacio vectorial normado sobre un cuerpo {\displaystyle \mathbb {K} } (generalmente {\displaystyle \mathbb {R} } o {\displaystyle \mathbb {C} }) con una norma {\displaystyle \|.\|:V\rightarrow \mathbb {K} }. Sean {\displaystyle U\subset V} un subconjunto arbitrario de aproximantes y {\displaystyle v\in V} el elemento que se desea aproximar (aproximado). Podemos decir, informalmente, que {\displaystyle u\in U} es una aproximación de {\displaystyle v\in V} si la distancia {\displaystyle \|v-u\|} es pequeña.

### Mejor aproximación
Un elemento {\displaystyle {\hat {u}}\in U} es una mejor aproximación de {\displaystyle v\in V} si {\displaystyle \|v-{\hat {u}}\|\leq \|v-u\|\forall u\in U}.
Una mejor aproximación {\displaystyle {\hat {u}}\in U\subset V} para un elemento dado {\displaystyle v\in V} no es única, en general.

### Conjunto de las mejores aproximaciones
Podemos definir un conjunto

{\displaystyle P_{U}(v)=\{{\hat {u}}\in U:\|{\hat {u}}-v\|=\inf _{u\in U}\|u-v\|\}}

de las mejores aproximaciones en {\displaystyle U\ } del elemento {\displaystyle v\in V}.
Por razones obvias se tiene:

{\displaystyle P_{U}(v)={\begin{cases}\{v\}&{\mbox{ si }}v\in U\\\emptyset &{\mbox{ si }}v\in {\bar {U}}-U\end{cases}}}

donde {\displaystyle {\bar {U}}} es la clausura topológica del conjunto {\displaystyle U\ } y {\displaystyle {\bar {U}}-U}, como diferencia de conjuntos, es el borde de {\displaystyle U\ }. Basta entonces considerar la aproximación de elementos {\displaystyle v\in V-{\bar {U}}}. Es decir, no se necesita considerar la aproximación de un (candidato a) aproximante.

### Distancia del aproximado al conjunto de aproximantes
Se define la distancia {\displaystyle d(v,U)\ } entre el elemento {\displaystyle v\ } a aproximar y el conjunto {\displaystyle U\ } de aproximantes como

{\displaystyle d(v,U)=\inf _{u\in U}\|u-v\|}

Entonces, un elemento {\displaystyle {\hat {u}}\in U} es una mejor aproximación de {\displaystyle v\in V} si

{\displaystyle \|v-{\hat {u}}\|\leq d(v,U)}

La existencia, así como la posible unicidad de una mejor aproximación, dependen de las propiedades del conjunto {\displaystyle U\ } de aproximantes.

### Operadores de aproximación
Un operador

{\displaystyle P:V\to U}

se denomina "operador de aproximación", queriendo significar que, aplicado a un elemento arbitrario dado {\displaystyle v\in V}, le asocia una mejor aproximación {\displaystyle {\hat {u}}\in U}.
El acto de "aproximar" un {\displaystyle v\in V} dado por medio de algún elemento de {\displaystyle U} dado, aparece entonces como la construcción del correspondiente operador de aproximación. En el caso más general, esta construcción consistirá en definir una secuencia de operadores que converja al operador de aproximación deseado.

### Operadores compactos y la propiedad de aproximación
Los operadores compactos son, por así decirlo, operadores con una imagen "muy delgada", en el sentido de que para

{\displaystyle K:E\to F}

la imagen de un subconjunto acotado {\displaystyle S\subset E} es un subconjunto relativamente compacto de {\displaystyle F}.
Si es razonable postular que el operador de aproximación buscado es compacto, cabe preguntar si existe una secuencia de operadores más simples que converja a él.
Un espacio vectorial (en general, espacio de Banach) tiene la propiedad de aproximación si para todo subconjunto compacto {\displaystyle K\subset E} y todo {\displaystyle \epsilon >0} existe un operador lineal {\displaystyle T:E\rightarrow E} continuo, de rango finito, de modo que {\displaystyle \|Tx-x\|\leq \epsilon } para todo {\displaystyle x\in K}.
No todos los espacios de Banach tienen esta propiedad. Sin embargo la tienen todos los espacios de Hilbert. La tienen también los espacios de Banach con base de Schauder.también se puede encontrar con = y arriba con{\displaystyle K:E\to F}

## Métodos de aproximación

### Aproximación de valores numéricos
La mayoría de los números reales tienen infinitas cifras decimales, lo que hace imposible el cálculo con ellos a no ser que los aproximemos previamente. Por ejemplo, √2 = 1,41421356... aproximado a las centésimas resulta:
{\displaystyle {\sqrt {2}}=1{,}41} (por defecto)
{\displaystyle {\sqrt {2}}=1{,}42} (por exceso)
Entre las formas más comunes de aproximación se cuentan el truncamiento y el redondeo. 
- truncamiento
cortamos sin más los decimales del número por la cifra deseada.
{\displaystyle 0{,}66666...=0{,}66}
- redondeo
cortamos los decimales por la cifra deseada conforme a unas reglas de redondeo, para obtener el número más próximo al inicial.
{\displaystyle 0{,}66666...=0{,}67}

Los ordenadores trabajan casi exclusivamente con formatos numéricos de coma flotante según IEEE 754, en los que los números se representan con una cantidad finita de decimales, lo que al menos en el caso de los números irracionales o fracciones periódicas implica la necesidad de un redondeo. La exactitud de su representación en el ordenador se determina por el tipo de dato.
La aproximación diofántica se dedica a la aproximación de números irracionales por medio de números racionales.

### Aproximación de funciones

#### Ajuste de curvas
El ajuste de curvas puede entenderse como un problema de aproximación, donde los datos disponibles acerca del aproximado son muy parciales. Un caso muy conocido es el del método de los mínimos cuadrados, en el que se busca una recta que se ajuste óptimamente a una serie de puntos dados. En este caso, el conjunto de aproximantes es el de las rectas, mientras que como distancia se considera la raíz de la suma de los cuadrados de las diferencias en los puntos mencionados. Pero este problema también tiene otras soluciones en otras normas, como por ejemplo considerando como distancia la máxima diferencia en alguno de los puntos (problema minimax o ajuste de Chebyshev).

### Aproximaciones geométricas
- El método de los isoperímetros de Arquímedes para obtener la longitud de la circunferencia, considerando polígonos regulares inscritos, empieza con el triángulo equilátero, el siguiente un hexágono regular; el dodecácagono, el de 24 lados, de 48 de 96...

- Se toma una sucesión de polígonos regulares circunscritos que se aproximan, iniciando con el  de 3 lados, de 6... así sucesivamente, duplicando los lados del siguiente.

- Los que se aproximan son los perímetros de los polígonos. La primera es una sucesión creciente  acotada superiormente, y la segunda decreciente, acotada inferiormente.
- Como las dos sucesiones son acotadas- por el Teorema de convergencia monótona- convergen a un mismo valor que es la longitud de la circunferencia. Se considera el radio igual a 1. Cf. Introducción al análisis matemático de una variable de Bartle y Sherbert.